# أصوات مراكش
«أصوات مراكش: تدوينات من رحلة» كتاب من جنس أدب الرحلة لـإلياس كانيتي الكاتب الألماني الحاصل على جائزة نوبل في الأدب، عن رحلة قام بها إلى المغرب، وقد نُشر لأول مرة سنة 1967 ضمن سلسلة رايه هانزر.
يُدخل كانيتي القارئ، بصفته راوٍ بضمير المتكلم، إلى مدينة مراكش المغربية الكبرى، التي زارها في خمسينيات القرن العشرين برفقة فريق تصوير سينمائي. وقد بدا، وهو المقيم في لندن، في نظر السكان المحليين كأنه إنجليزي، بينما عرّف عن نفسه ليهود حيّ الملاح بصفته يهوديًا أيضًا.
ليس كتابه تقريرَ رحلةٍ بالمعنى التقليدي، بل هو، كما يوحي العنوان الفرعي، مجموعة من الانطباعات التي تحوّلت إلى سرد ومشاهد، أو لقطاتٍ خاطفة يحاول من خلالها التقاط أجواء المدينة، أو على الأقل تسليط الضوء عليها ومضًا. وتظل الفصول مستقلة في جوهرها بعضها عن بعض، وإن كانت تتضمّن أحيانًا إشارات أو وصلات تُضفي نوعًا من الترابط الداخلي على الكتاب.

## الترجمة
صدر كتاب أصوات مراكش لإلياس كانيتي لأول مرة بالألمانية، ثم تُرجم منذ ذلك الحين إلى أكثر من 17 لغة، وصدر في نحو 70 طبعة عبر مختلف القارات، مما يعكس انتشاره العالمي واهتمام القراء به في سياقات ثقافية متعددة. وفي العالم العربي، تُرجم الكتاب إلى اللغة العربية ثلاث مرات: أولاً عن النسخة الفرنسية بواسطة حسونة المصباحي سنة 1988، ثم عن النسخة الإنجليزية على يد كامل يوسف حسين سنة 1996، وأخيراً عن النص الألماني الأصلي من قبل صلاح هلال سنة 2020.

## نبذة

### لقاءات مع الجِمال
يزور البطل مع صديقه سوقًا للجِمال، ويكتشف في هذه الحيوانات ملامح إنسانية عميقة. لكنه يُصدم حين يعلم أن هذه الجِمال تُساق في النهاية إلى الذبح.

### الأسواق
يصف الراوي في السوق انطباعاته عن البضائع وروائحها وألوانها، كما يصوّر مشاهد المساومة مع البائعين.

### نداءات المكفوفين
في النداءات المتكررة والمُلحّة التي يطلقها المكفوفون، والمقرونة بالبركة الموعودة من الله، يكتشف الراوي معنًى أعمق للحياة.

### لعاب المارابو
الـمارابو هو رجلٌ روحي يأخذ القطع النقدية التي تُقدَّم له في فمه، يمضغها قليلاً ثم يبصقها مغطاةً بكثير من اللعاب.

### صمت في البيت وخلو الأسطح
يصف البطل ساحةً يحتاجها الإنسان للانسحاب والهدوء. على سطح منزل صديقه المسطح، يبدأ بالنظر إلى الأفق البعيد، لكنه عندما يحاول إلقاء نظرة على بيوت الجيران، يشعر صديقه بالقلق والاضطراب، إذ يُعتبر من المحظور والتقاليد المنهي عنها التلصص أو النظر إلى منازل الجيران.

### إمرأة
أثناء نزهة، يصادف رجلاً امرأةً غير محجبة تتحدث إليه من الطابق الأول وتوجّه له كلمات ملاطفة وعذبة. يظل منجذبًا وواقفا فترة طويلة ينظر إليها إلى الأعلى، ثم يسأل صبيًا بالفرنسية إذا كانت هذه المرأة مجنونة، ويؤكد الصبي له ذلك.

### زيارة الملاح
في هذا القسم المطول، يزور البطل حي الملاح اليهودي. يبدأ بملاحظة المحلات الصغيرة التي تبيع أقمشة فاخرة، لكن كلما تقدم داخل الحي، يزداد الفقر حوله. يصل في النهاية إلى ساحة صغيرة يعتبرها مركز الملاح ويرتبط بها ارتباطًا عميقًا. بعد زيارة مدرسة شهد فيها استعراضًا لمهارات التلاميذ من قبل المعلم، يُقَاد من قبل دليل غريب في جولة عبر المقبرة اليهودية، حيث يضايقه عدد كبير من المتسولين.

### عائلة داهان
يريد كانيتي أن يتعرف على بيت مغربي من الداخل، فتدعوه عائلة داهان إلى منزلهم الذي مفروش بالكامل بذوق أوروبي. يتعرف هناك على ابن العائلة الثرثار، وكذلك على الجد الحكيم والعاقل، الذي يتمتع بمعرفة وثقافة واسعة.

### الراوي والكاتب
في هذا الفصل القصير، يصف البطل الحكواتيين الذين يجتمع حولهم الناس في الشوارع، ويُسليهم بكلماتهم القوية ببراعة عالية. يُظهر الراوي إعجابًا كبيرًا بهم ويرفعهم في مكانة نظره. على مسافة قصيرة منهم، يجلس الكتّاب المنتظرون زبائنهم، حاملين أدوات الكتابة أمامهم. عند أحد هؤلاء الكتّاب، توجد عائلة كاملة جالسة بجانبه.

### اختيار الخبز
في المساء، تبيع النساء الخبز في مكان معين. يراقب الراوي رجلاً يشتري رغيف خبز ثم يختفي.

### الافتراء
كان بعض الأطفال المتسولين يقفون حول المطعم. صاحب المطعم، وهو فرنسي، يروي تجربته الأولى في مراكش مع هؤلاء الفتيات الصغيرات. كان مع أصدقائه عندما تسلل من خلال فتحة بينما كان أحد أصدقائه يستمتع مع إحدى الفتيات الصغيرات. دخل في الظلام وسرق المال الذي أعطي، وضحكوا جميعًا على ذلك. ومنذ تلك الحكاية، انتشر الازدراء والاشمئزاز تجاه هذا الفرنسي بين الإنجليز، وأصبح مكانته أقل بكثير من مكانة الأطفال .

### قوة الحمار
في إحدى الليالي، حشد من الناس يحيط برجل يضرب بعنف حمارا عنيدا ونحيلا، حتى بدأ الحمار يدور في حلقة ورافقه سيده في الدوران. انحنى الناس من شدة الضحك. كانيتي يعتقد أن الحمار لن ينجو من هذه الليلة. لكن في صباح اليوم التالي، وجد الحمار واقفًا وحده في الساحة،بشكل عادي، مما جعل كانيتي يعجب بقوة حياة هذا الحيوان.

### شهرزاد
شهرازاد هو حانة يرتادها فقط الأجانب والمغاربة الأثرياء. صاحبة الحانة هي مدام ميجنون، التي تعود أصولها إلى أم صينية وأب فرنسي. متزوجة من جندي سابق في الفيلق الأجنبي الفرنسي، وغالبًا ما يرافق زوجها بعض الزبائن إلى بيت فرنسي واقع في الجهة المقابلة للشارع.

### الرجل الخفي
يجلس كل يوم رجل في الساحة، لا يمكن تمييزه تحت الرداء القذر الذي يغطيه، لكن صوته الخشن والمزعج "آه، آه، آه" يُسمع في كل أنحاء الساحة. كانيتي يشعر بانجذاب كبير لهذا الرجل، ويقترب منه مرارًا، لكنه لا يرى أبدًا أنه يتحرك لجمع القطع النقدية التي تُلقى إليه.

## الخلفية التاريخية
في عام 1954، رافق كانيتي فريقًا سينمائيًا إنجليزيًا بدعوة من المنتج آيمر ماكسويل في رحلة استغرقت ثلاثة أسابيع إلى مراكش. كان الفريق تحت إدارة المخرج جافين لامبرت، وصوّر الفيلم "سماء أخرى" بمشاركة المصور والتر لاسالي والممثلة الرئيسية كاثرين لايسي. لفترة طويلة، اعتُبر الفيلم مفقودًا، ولم يصبح متاحًا للجمهور إلا في عام 2007 بعد ترميمه وإصداره على دي في دي. خلال تصوير الفيلم، وقع محاولة اغتيال على محمد بن عرفة (الذي حكم بين 1953 و1955)، بعد نفي السلطان محمد الخامس. يُشار إلى هذا الحدث في فصل «عائلة داهان» في الكتاب.
كتاب «أصوات مراكش» كُتب بعد 14 عامًا من الرحلة استنادًا إلى الذكريات، حيث لم يكن لدى كانيتي سوى ثلاث صفحات من الملاحظات.
يُعتبر كتاب «أصوات مراكش»، إلى جانب عمله المبكر «العمى» من بين الأعمال السردية القليلة للكاتب إلياس كانيتي. في عام 2005، أصدر دار النشر في ميونيخ تسجيلًا صوتيًا على قرصين مضغوطين لقراءة قام بها كانيتي بنفسه عام 1985 — باللهجة الألمانية القديمة المستخدمة في فيينا.

وصف مراجع التسجيل الصوتي أسلوب كانيتي في القراءة قائلاً:
"... يتلعثم أحيانًا، وأحيانًا يختصر نهايات الكلمات، ويصدر عنه خطأ في نطق حرف الـ s، كما يُسمع تنفسه، وأوراقه تُحرك أثناء تقليب الصفحات."
وأضاف:
"رجل مسن يروي بصوت حكيم قصص مدينة أسطورية مليئة بالقوة والشغف والحياة. إنه تسجيل صوتي مؤثر للغاية."

## التفسيرات
الموت هو الخيط المشترك في جميع فقرات الكتاب، حيث يتناول موضوع الصراع من أجل البقاء بأشكال متعددة. في بداية الكتاب، من خلال لقاءات مع الجِمال، يُثار موضوع الموت المؤكد الذي تواجهه هذه الحيوانات. جميع الأشخاص الذين يراقبهم كانيتي في مراكش يخوضون صراعات مختلفة من أجل البقاء.

طوال حياته، كتب كانيتي عن الموت، قائلاً:
"لو كان بالإمكان — وأنا أعلم أنه غير ممكن — لكنت ألغيت الموت. وبما أن هذا مستحيل، أرغب على الأقل في مواجهة كل الآثار السلبية التي يتركها الموت في حياة البشر." 

### دلالات اللغة الأجنبية
كانيتي يصوّر الغربة من خلال تعريض نفسه لها بدون أي تواصل لغوي. لا يستعد للبلد عبر قراءة أدبيات السفر، ولا يتعلم العربية في الموقع، كما يتخلى عن مرافقة مترجم؛ بل يستفز حالة عدم الفهم ليحافظ على "قوة النداءات الغريبة" كما هي، حتى يتأثر بالأصوات مباشرةً وبشكل أصيل، دون أن تُضعفها المعرفة الناقصة أو الاصطناعية.
كذلك، يرفض الراوي إصدار أحكام أخلاقية أو تقييمات:
"في السفر، تقبل كل شيء، ويُترك الغضب في المنزل. تشاهد، تستمع، وتُبهر حتى بأفظع الأمور لأنها جديدة. المسافرون الجيدون بلا قلب."
بذلك، تبقى الغربة فارغة دلاليًا، وهو ما يجعلها مفتوحة لإعادة ملء ذاتي بالمضمون الجديد، فالتفريغ الدلالي للغريب هو في حد ذاته بناء يصنعه المسافر. من خلال إعادة التأطير الدلالي للغريب، ينجز كانيتي التحول السيميائي في الممارسات الثقافية، كما وصفها جوناثان كولر كنمط نموذجي للسلوك السياحي.
لكن كانيتي يتجاوز هذا الأسلوب السياحي في التملك، لأنه لا يكتفي بالتجربة، بل يدوّن ويحولها إلى نص مكتوب يعبّر عن تجربته.

### التفسير البنيوي
يصف جوناثان كولر السائحين بأنهم «وكلاء السيمياء» (agents of semiotics)، أي أشخاص يفسرون كل ما يرونه على أنه «أصيل». وبالنسبة للسائح، فإن الأصالة ليست في القيمة الاستعمالية المباشرة للأشياء، بل فيما يتجاوزها من انتماء لممارسات ثقافية خاصة بالثقافة الأجنبية. لكن «الطابع النموذجي» لا يصل للسائح بشكل مباشر، بل يتم توصيله عبر «علامات» (Markers) مثل الأدلة السياحية، المتاحف، البطاقات البريدية، ولوحات الإرشاد. لذا، فإن الأصالة ليست خاصية جوهرية في الشيء ذاته، بل تحتاج إلى وسيط سيميائي.
يصف كولر وفوكس أن السياحة الحديثة تتميز بالضغط الدائم على إثبات الأصالة. ففي نص كانيتي، تُجسد الأصالة بشكل يعكس نموذج تجربة الغربة كما وصفه كولر، بل ويضاعفه: أولًا، يسعى كانيتي إلى الدخول إلى مراكش من خلال عملية سيميائية تتبع نموذج كولر بدقة، حيث يحلل العلامات الثقافية الظاهرة. وثانيًا، يعمّق كانيتي تفسيراته للممارسات الثقافية المرصودة عبر مضاعفة هذه العملية: فبينما تظهر بعض العلامات على المستوى الأول كسواقط ثقافية، فإنها على المستوى الثاني تعمل كدلالات لعلامات أسطورية وأعمق تحمل معانٍ رمزية جوهريةبمعنى آخر، يربط كانيتي بين الظاهر الثقافي والأسطورة الكامنة وراءه، ما يمنح النص أبعادًا رمزية تتجاوز مجرد التوثيق الثقافي.
كما يوضح فوكس، فإن الراوي في أصوات مراكش لا يمتلك هوية ثابتة أو واضحة؛ فليس مؤكداً ما إذا كان إنجليزيًا أم لا، كما أن هويته الدينية تميّزه كغريب. بذلك تُقوّض الثنائية التقليدية بين «الذات» و«الآخر»، لأن الراوي لا يقدّم نفسه كذات سيادية أو ممثلاً لموطن محدد، بل يظل في موقع المتفرّج غير المتجذّر، ما يُلغي المقارنة المرجعية بين «الأجنبي» و«المألوف» — إذ لا وجود لهذا المألوف أصلًا.
ينسجم هذا التفكيك مع إعادة تقييمه للإدراك الحسي:
فاهتمام كانيتي لا ينصبّ على ما يُرى، بل على ما يُسمع ويُشم. إن «نظره» ليس نظراً سياحياً نمطياً، ولا تُقدَّم مراكش كصورة بصرية استشراقية، و تُدرَك عبر الأصوات والروائح، عبر الحواس التي غالبًا ما يُهمَل دورها في أدب الرحلات الكلاسيكي.
بذلك، يُحدث كانيتي انزياحًا في طريقة تمثيل الغرابة: فهو لا «يرى» الآخر، بل «يصغي» إليه ويشمه، مما يمنح النص بعدًا إدراكيًا حسيًا بديلاً ومضادًا للنظرة السياحية الاستهلاكية.

## شهادات

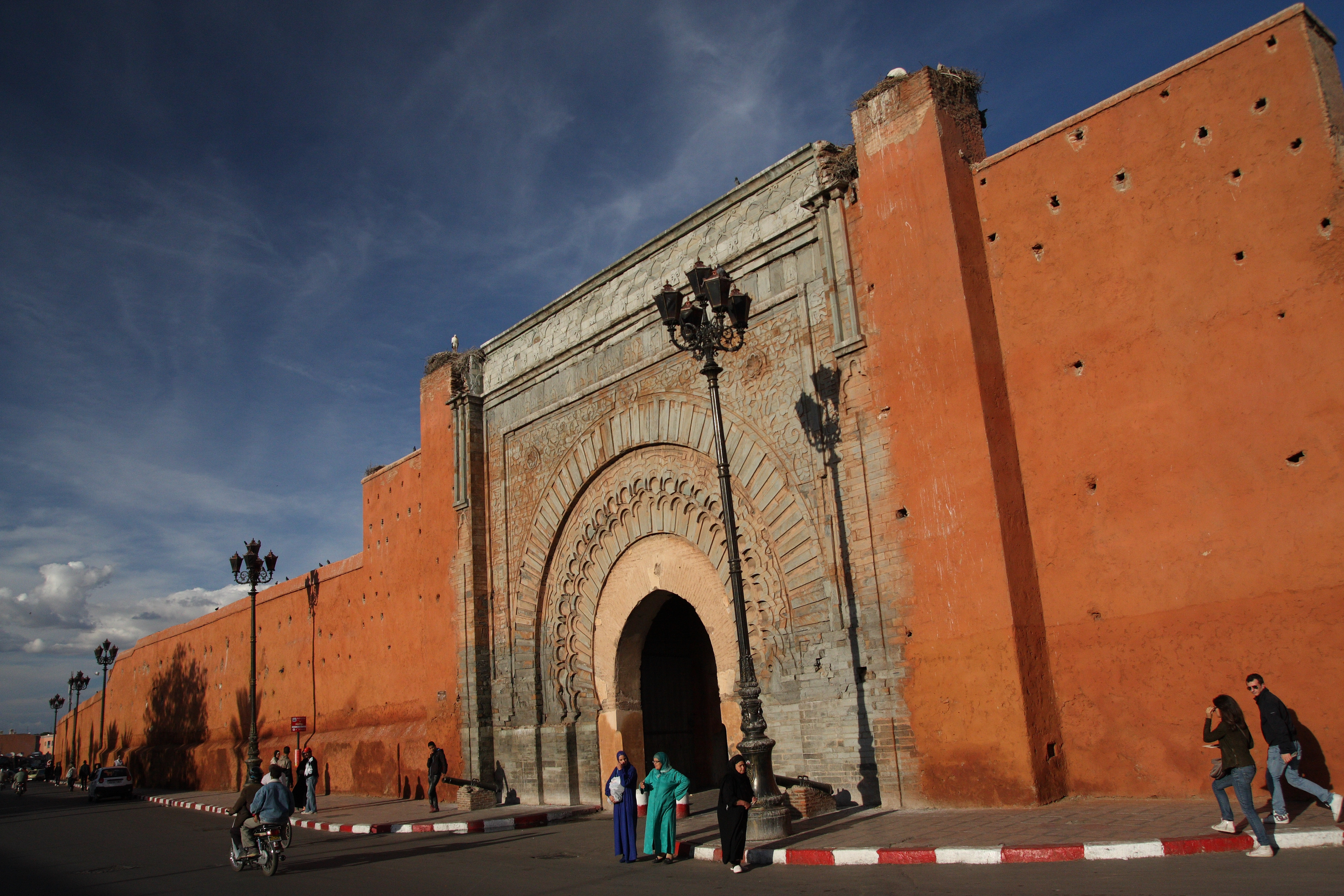
باب من أبواب مراكش القديمة

«أصوات مراكش هو ذلك الكتاب الذي يصبح فيه كانيتي بمثابة صديق مألوف للقارئ، والذي يشعّ من خلال جميع أوصاف بؤس المدينة الشرقية الكبرى على هامش الوجود الإنساني نوعٌ من الفرح بكل ما هو إنساني.» فرانسوا بوندي
«كلاسيكياً يمكن للمرء أن يصف علاقة هذا النثر بالعالم، لأن كاتبها ينظر إلى البشر والحيوانات والأشياء في مراكش بقوة لا تتزع

زع، من دون أن تفرض ذاتية الناظر نفسها في المقدمة في أي لحظة.» رودولف هارتونج
«مهما كانت خطوات كانيتي حذرة ومتحفظة، فإن القارئ يشهد عملية إدراك. إنها عملية خالية تماماً من أي عناء فكري... فكل ما يعيشه كانيتي في مراكش ويلاحظه، يظل تجسيدًا سرديًا خالصًا، محسوسًا، قريبًا وملموسًا.» إيبرهارن هورستمرت